# Svjetsko prvenstvo u motociklizmu 2000. – 500cc
Svjetsko prvenstvo u motociklizmu u klasi 500cc za 2000. godinu je osvojio američki vozač Kenny Roberts Junior na motociklu Suzuki RGV 500 u momčadi Telefónica Movistar Suzuki . 

## Raspored utrka i osvajači postolja
2000. godine je bilo na rasporedu 16 trkačih vikenda Svjetskog prvenstva i na svima su vožene utrke u klasi 500cc.
| rb | datum               | staza                       | utrka                 | službeni naziv utrke                            | pole poz.         | motocikl | naj.krug          | motocikl | pobjednik         | motocikl | drugoplasirani    | motocikl | trećeplasirani    | motocikl | izvj.                                                     |
| -- | ------------------- | --------------------------- | --------------------- | ----------------------------------------------- | ----------------- | -------- | ----------------- | -------- | ----------------- | -------- | ----------------- | -------- | ----------------- | -------- | --------------------------------------------------------- |
| 1  | 19. ožujka 2000.    | Phakisa Freeway             | VN Južne Afrike       | Gauloises Africa's Grand Prix                   | Sete Gibernau     | Honda    | Valentino Rossi   | Honda    | Garry McCoy       | Yamaha   | Carlos Checa      | Yamaha   | Loris Capirossi   | Honda    | [ 1 ] [ 2 ] [ 3 ] [ 4 ] [ 5 ] [ 6 ] [ 7 ] [ 8 ] [ 9 ]     |
| 2  | 2. travnja 2000.    | Sepang                      | VN Malezije           | Malaysian Motorcycle Grand Prix                 | Kenny Roberts Jr. | Suzuki   | Kenny Roberts Jr. | Suzuki   | Kenny Roberts Jr. | Suzuki   | Carlos Checa      | Yamaha   | Garry McCoy       | Yamaha   | [ 1 ] [ 2 ] [ 3 ] [ 4 ] [ 5 ] [ 10 ] [ 11 ] [ 12 ] [ 13 ] |
| 3  | 9. travnja 2000.    | Suzuka                      | VN Japana             | Marlboro Grand Prix of Japan                    | Kenny Roberts Jr. | Suzuki   | Kenny Roberts Jr. | Suzuki   | Norifumi Abe      | Yamaha   | Kenny Roberts Jr. | Suzuki   | Tadayuki Okada    | Honda    | [ 1 ] [ 2 ] [ 3 ] [ 4 ] [ 5 ] [ 14 ] [ 15 ] [ 16 ] [ 17 ] |
| 4  | 30. travnja 2000.   | Jerez                       | VN Španjolske         | Gran Premio Marlboro de España                  | Max Biaggi        | Yamaha   | Kenny Roberts Jr. | Suzuki   | Kenny Roberts Jr. | Suzuki   | Carlos Checa      | Yamaha   | Valentino Rossi   | Honda    | [ 1 ] [ 2 ] [ 3 ] [ 4 ] [ 5 ] [ 18 ] [ 19 ] [ 20 ] [ 21 ] |
| 5  | 14. svibnja 2000.   | Le Mans - Bugatti           | VN Francuske          | Grand Prix Polini de France                     | Max Biaggi        | Yamaha   | Valentino Rossi   | Honda    | Àlex Crivillé     | Honda    | Norifumi Abe      | Yamaha   | Valentino Rossi   | Honda    | [ 1 ] [ 2 ] [ 3 ] [ 4 ] [ 5 ] [ 22 ] [ 23 ] [ 24 ]        |
| 6  | 28. svibnja 2000.   | Mugello                     | VN Italije            | Gran Premio Cinzano d'Italia                    | Alex Barros       | Honda    | Loris Capirossi   | Honda    | Loris Capirossi   | Honda    | Carlos Checa      | Yamaha   | Jeremy McWilliams | Aprilia  | [ 1 ] [ 2 ] [ 3 ] [ 4 ] [ 5 ] [ 25 ] [ 26 ] [ 27 ] [ 28 ] |
| 7  | 11. lipnja 2000.    | Catalunya (Barcelona)       | VN Katalonije         | Gran Premi Marlboro de Catalunya                | Alex Barros       | Honda    | Alex Barros       | Honda    | Kenny Roberts Jr. | Suzuki   | Norifumi Abe      | Yamaha   | Valentino Rossi   | Honda    | [ 1 ] [ 2 ] [ 3 ] [ 4 ] [ 5 ] [ 29 ] [ 30 ] [ 31 ] [ 32 ] |
| 8  | 24. lipnja 2000.    | Assen                       | VN Nizozemske         | Rizla+ Dutch TT                                 | Loris Capirossi   | Honda    | Max Biaggi        | Yamaha   | Alex Barros       | Honda    | Àlex Crivillé     | Honda    | Loris Capirossi   | Honda    | [ 1 ] [ 2 ] [ 3 ] [ 4 ] [ 5 ] [ 33 ] [ 34 ] [ 35 ] [ 36 ] |
| 9  | 9. srpnja 2023.     | Donnington Park             | VN Britanije          | Cinzano British Grand Prix                      | Alex Barros       | Honda    | Garry McCoy       | Yamaha   | Valentino Rossi   | Honda    | Kenny Roberts Jr. | Suzuki   | Jeremy McWilliams | Aprilia  | [ 1 ] [ 2 ] [ 3 ] [ 4 ] [ 5 ] [ 37 ] [ 38 ] [ 39 ] [ 40 ] |
| 10 | 23. srpnja 2000.    | Sachsenring                 | VN Njemačke           | Cinzano Motorrad Grand Prix Deutschland         | Kenny Roberts Jr. | Suzuki   | Tadayuki Okada    | Honda    | Alex Barros       | Honda    | Valentino Rossi   | Honda    | Kenny Roberts Jr. | Suzuki   | [ 1 ] [ 2 ] [ 3 ] [ 4 ] [ 5 ] [ 41 ] [ 42 ] [ 43 ] [ 44 ] |
| 11 | 20. kolovoza 2000.  | Brno                        | VN Češke Republike    | Gauloises Grand Prix České republiky            | Max Biaggi        | Yamaha   | Max Biaggi        | Yamaha   | Max Biaggi        | Yamaha   | Valentino Rossi   | Honda    | Garry McCoy       | Yamaha   | [ 1 ] [ 2 ] [ 3 ] [ 4 ] [ 5 ] [ 45 ] [ 46 ] [ 47 ] [ 48 ] |
| 12 | 3. rujna 2000.      | Estoril                     | VN Portugala          | Grande Premio Marlboro de Portugal              | Garry McCoy       | Yamaha   | Valentino Rossi   | Honda    | Garry McCoy       | Yamaha   | Kenny Roberts Jr. | Suzuki   | Valentino Rossi   | Honda    | [ 1 ] [ 2 ] [ 3 ] [ 4 ] [ 5 ] [ 49 ] [ 50 ] [ 51 ] [ 52 ] |
| 13 | 17. rujna 2000.     | Valencia (Ricardo Tormo)    | VN Zajednice Valencia | Gran Premio Marlboro de la Comunitat Valenciana | Kenny Roberts Jr. | Suzuki   | Àlex Crivillé     | Honda    | Garry McCoy       | Yamaha   | Kenny Roberts Jr. | Suzuki   | Max Biaggi        | Yamaha   | [ 1 ] [ 2 ] [ 3 ] [ 4 ] [ 5 ] [ 53 ] [ 54 ] [ 55 ] [ 56 ] |
| 14 | 7. listopada 2000.  | Jacarepaguá (Nelson Piquet) | VN Rio de Janeira     | Cinzano Rio Grand Prix                          | Max Biaggi        | Yamaha   | Valentino Rossi   | Honda    | Valentino Rossi   | Honda    | Alex Barros       | Honda    | Garry McCoy       | Yamaha   | [ 1 ] [ 2 ] [ 3 ] [ 4 ] [ 5 ] [ 57 ] [ 58 ] [ 59 ] [ 60 ] |
| 15 | 15. listopada 2000. | Twin-Ring Motegi            | VN Pacifika           | Pacific Grand Prix of Motegi                    | Max Biaggi        | Yamaha   | Valentino Rossi   | Honda    | Kenny Roberts Jr. | Suzuki   | Valentino Rossi   | Honda    | Max Biaggi        | Yamaha   | [ 1 ] [ 2 ] [ 3 ] [ 4 ] [ 5 ] [ 61 ] [ 62 ] [ 63 ] [ 64 ] |
| 16 | 29. listopada 2000. | Phillip Island              | VN Australije         | Qantas Australian Grand Prix                    | Jeremy McWilliams | Aprilia  | Max Biaggi        | Yamaha   | Max Biaggi        | Yamaha   | Loris Capirossi   | Honda    | Valentino Rossi   | Honda    | [ 1 ] [ 2 ] [ 3 ] [ 4 ] [ 5 ] [ 65 ] [ 66 ] [ 67 ] [ 68 ] |

VN Južne Afrike - također navedena kao VN Afrike 

VN Malezije - utrka skraćena zvog kišnog vreemena 

VN Španjolske - utrka prekinuta nakon 16. kruga zbog kiše, potom novi start po plasmanu u utrci, te su se vremena iz oba dijela utrke zbrojila za konačan rezultat 

VN Nizozemske - također navedena kao Dutch TT; utrka prekinuta nakon 3. kruga zbog kiše, potom novi start po plasmanu u utrci (17 krugova), te su se vremena iz oba dijela utrke zbrojila za konačan rezultat 

VN Britanije - također navedena kao VN Velike Britanije 

VN Zajednice Valencia - također navedena kao VN Valencije 

VN Rio de Janeira - također navedena kao VN Rija, odnosno VN Brazila

## Poredak za vozače
Sustav bodovanja
Bodove osvaja prvih 15 vozača u utrci. 
| pozicija u utrci | 1. | 2. | 3. | 4. | 5. | 6. | 7. | 8. | 9. | 10. | 11. | 12. | 13. | 14. | 15. |
| bodovi           | 25 | 20 | 16 | 13 | 11 | 10 | 9  | 8  | 7  | 6   | 5   | 4   | 3   | 2   | 1   |

| mj. | vozač                    | konstruktor         | bm | momčad (tim)                                        | motocikl                           | bodova |
| --- | ------------------------ | ------------------- | -- | --------------------------------------------------- | ---------------------------------- | ------ |
| 1.  | Kenny Roberts Junior     | Suzuki              | 2  | Telefónica Movistar Suzuki                          | Suzuki RGV500 (XRB0)               | 258    |
| 2.  | Valentino Rossi          | Honda               | 46 | Nastro Azzuro Honda                                 | Honda NSR500 V4                    | 209    |
| 3.  | Max Biaggi               | Yamaha              | 4  | Marlboro Yamaha Team                                | Yamaha YZR500 (OWK6)               | 170    |
| 4.  | Alex Barros              | Honda               | 10 | Emerson Honda Pons                                  | Honda NSR500 V4                    | 163    |
| 5.  | Garry McCoy              | Yamaha              | 24 | Red Bull Yamaha WCM                                 | Yamaha YZR500 (OWK6)               | 161    |
| 6.  | Carlos Checa             | Yamaha              | 7  | Marlboro Yamaha Team                                | Yamaha YZR500 (OWK6)               | 155    |
| 7.  | Loris Capirossi          | Honda               | 65 | Emerson Honda Pons                                  | Honda NSR500 V4                    | 154    |
| 8.  | Norifumi Abe             | Yamaha              | 6  | Antena 3 Yamaha d'Antin                             | Yamaha YZR500 (OWK6)               | 147    |
| 9.  | Àlex Crivillé            | Honda               | 1  | Repsol YPF Honda Team                               | Honda NSR500 V4                    | 122    |
| 10. | Nobuatsu Aoki            | Suzuki              | 9  | Telefónica Movistar Suzuki                          | Suzuki RGV500 (XRB0)               | 116    |
| 11. | Tadayuki Okada           | Honda               | 8  | Repsol YPF Honda Team                               | Honda NSR500 V4                    | 107    |
| 12. | Régis Laconi             | Yamaha              | 55 | Red Bull Yamaha WCM                                 | Yamaha YZR500 (OWK6)               | 106    |
| 13. | Jurgen van den Goorbergh | TSR-Honda           | 17 | Rizla+ Honda                                        | TSR-Honda AC50M                    | 85     |
| 14. | Jeremy McWilliams        | Aprilia             | 99 | Aprilia Grand Prix Racing Blu Aprilia Team          | Aprilia RSW-2 500                  | 76     |
| 15. | Sete Gibernau            | Honda               | 5  | Repsol YPF Honda Team                               | Honda NSR500 V4                    | 72     |
| 16. | Tetsuya Harada           | Aprilia             | 31 | Aprilia Grand Prix Racing Blu Aprilia Team          | Aprilia RSW-2 500                  | 38     |
| 17. | José David de Gea        | Modenas Modenas KR3 | 11 | Proton Team KR                                      | Modenas KR3                        | 23     |
| 18. | José Luis Cardoso        | Honda               | 25 | Maxon Dee Cee Jeans                                 | Honda NSR500V (V2)                 | 19     |
| 19. | Yoshiteru Konishi        | TSR-Honda           | 15 | Technical Sports Racing F.C.C. TSR                  | TSR-Honda AC50M                    | 16     |
| 20. | Sébastien Le Grelle      | Honda               | 18 | Tecmas Honda Elf                                    | Honda NSR500V (V2)                 | 7      |
| 21. | Akira Ryō                | Suzuki              | 19 | Team Suzuki                                         | Suzuki RGV500 (XRB0)               | 6      |
| 22. | Sébastien Gimbert        | Honda               | 22 | Tecmas Honda Elf                                    | Honda NSR500V (V2)                 | 5      |
| 23. | Shane Norval             | Honda               | 12 | Sabre Sport                                         | Honda NSR500V (V2)                 | 4      |
| 24. | John McGuinness          | Honda               | 26 | Demon Vimto Honda                                   | Honda NSR500V (V2)                 | 3      |
| 24. | David Tomás              | Honda               | 33 | Queroseno Racing Team Sabre Sport                   | Honda NSR500V (V2)                 | 3      |
| 24. | Tekkyū Kayō              | TSR-Honda Honda     | 56 | Technical Sports Racing F.C.C. TSR Tecmas Honda Elf | TSR-Honda AC50M Honda NSR500V (V2) | 3      |
| 27. | Luca Cadalora            | Modenas Modenas KR3 | 27 | Proton Team KR                                      | Modenas KR3                        | 3      |
| 27. | Mark Willis              | Modenas Modenas KR3 | 68 | Proton Team KR                                      | Modenas KR3                        | 3      |
| 29. | Anthony Gobert           | Modenas Modenas KR3 | 30 | Proton Team KR                                      | Modenas KR3                        | 1      |
| 29. | Paolo Tessari            | Paton               | 43 | Team Paton                                          | Paton PG 500 R                     | 1      |
| 29. | Phil Giles               | Honda               | 20 | Sabre Sport                                         | Honda NSR500V (V2)                 | 1      |

 u ljestvici vozači koji su osvojili bodove u prvenstvu 

## Poredak za konstruktore
Sustav bodovanja
Bodove za proizvođača osvaja najbolje plasirani motocikl proizvođača među prvih 15 u utrci. 
| pozicija u utrci | 1. | 2. | 3. | 4. | 5. | 6. | 7. | 8. | 9. | 10. | 11. | 12. | 13. | 14. | 15. |
| bodovi           | 25 | 20 | 16 | 13 | 11 | 10 | 9  | 8  | 7  | 6   | 5   | 4   | 3   | 2   | 1   |

Yamaha prvak u poretku konstruktora. 
| mj. | konstruktor         | bod |
| --- | ------------------- | --- |
| 1.  | Yamaha              | 318 |
| 2.  | Honda               | 311 |
| 3.  | Suzuki              | 264 |
| 4.  | Aprilia             | 94  |
| 5.  | TSR-Honda           | 85  |
| 6.  | Modenas Modenas KR3 | 30  |
| 7.  | Paton               | 1   |

 u ljestvici konstruktori koji su osvojili bodove u prvenstvu 

## Vanjske poveznice
- (engl.) motogp.com
- (fr.) racingmemo.free.fr, LES CHAMPIONNATS DU MONDE DE VITESSE MOTO
- (engl.) motorsportstats.com, MotoGP
- (fr.) pilotegpmoto.com
- (nizoz.) jumpingjack.nl, Alle Grand-Prix uitslagen en bijzonderheden, van 1973 (het jaar dat Jack begon met racen) tot heden.
- (engl.) motorsport-archive.com, World 500ccm Championship :: Overview  Arhivirana inačica izvorne stranice od 6. srpnja 2022. (Wayback Machine)
- (engl.) the-sports.org, Moto - Moto GP - Prize list
- (engl.) motorsportmagazine.com, World Motorcycle Championship / MotoGP
- (engl.) motorsporttop20.com, Motorcycle Championships
- (engl.) progcovers.com, Motor Racing Programme Covers / FIM Grand Prix World Championship Programmes / 500cc Class / MotoGP
- (engl.) en.wikipedia.org, 2000 Grand Prix motorcycle racing season
- (tal.) it.wikipedia.org, Risultati del motomondiale 2000
- (šp.) es.wikipedia.org, Temporada 2000 del Campeonato del Mundo de Motociclismo